# أنطونيو سيرانو (ممثل)
أنطونيو سيرانو (بالإسبانية: Antonio Serrano Argüelles)‏ هو كاتب سيناريو ومخرج وممثل مكسيكي، ولد في 17 مايو 1955 بمدينة مكسيكو في المكسيك.

## وصلات خارجية
- أنطونيو سيرانو على موقع IMDb (الإنجليزية)
- أنطونيو سيرانو على موقع ألو سيني (الفرنسية)
- أنطونيو سيرانو على موقع أول موفي (الإنجليزية)
- أنطونيو سيرانو على موقع قاعدة بيانات الفيلم (الإنجليزية)
- أنطونيو سيرانو على موقع كينوبويسك (الروسية)